# Norgesmesterskapet 1934
La Norgesmesterskapet 1934 di calcio fu la 33ª edizione del torneo. La squadra vincitrice fu il Mjøndalen, che vinse la finale contro il Sarpsborg con il punteggio di 3-1.

## Terzo turno
| Squadra 1   | Risultato   | Squadra 2   |
| ----------- | ----------- | ----------- |
| Sarpsborg   | 4 – 1       | Aalesund    |
| Brage       | 0 - 1       | Ranheim     |
| Kvik Halden | 3 – 2 (dts) | Djerv 1919  |
| Snøgg       | 1 - 2       | Drafn       |
| Drammens    | 2 – 1       | Hardy       |
| Moss        | 4 – 0       | Dæhlenengen |
| Fram Larvik | 2 – 2 (dts) | Gjøa        |
| Storm       | 0 - 3       | Fredrikstad |
| Frigg       | 5 – 2       | Skotfoss    |
| Lisleby     | 3 – 1       | Hamar       |
| Kvik        | 3 – 1       | Selbak      |
| Gjøvik-Lyn  | 2 – 2 (dts) | Lyn Oslo    |
| Viking      | 1 - 2       | Pors        |
| Ørn         | 0 - 1       | Raufoss     |
| Start       | 3 – 0       | Stavanger   |

### Ripetizione
| Squadra 1 | Risultato | Squadra 2   |
| --------- | --------- | ----------- |
| Gjøa      | 1 – 0     | Fram Larvik |
| Lyn Oslo  | 5 – 1     | Gjøvik-Lyn  |

## Quarto turno
| Squadra 1   | Risultato   | Squadra 2   |
| ----------- | ----------- | ----------- |
| Drafn       | 4 – 3       | Kvik        |
| Kvik Halden | 2 - 3       | Drammens    |
| Frigg       | 4 – 3       | Fredrikstad |
| Gjøa        | 4 – 1       | Start       |
| Lyn Oslo    | 3 – 3 (dts) | Lisleby     |
| Raufoss     | 1 - 8       | Mjøndalen   |
| Ranheim     | 1 - 2       | Moss        |
| Sarpsborg   | 3 – 3 (dts) | Pors        |

### Ripetizione
| Squadra 1 | Risultato   | Squadra 2 |
| --------- | ----------- | --------- |
| Lisleby   | 1 – 0       | Lyn Oslo  |
| Sarpsborg | 3 – 3 (dts) | Pors      |
| Sarpsborg | 0 – 0 (dts) | Pors      |
| Sarpsborg | 1 – 0       | Pors      |

## Quarti di finale
| Squadra 1 | Risultato   | Squadra 2 |
| --------- | ----------- | --------- |
| Drafn     | 3 – 1       | Gjøa      |
| Sarpsborg | 1 – 0 (dts) | Drammens  |
| Frigg     | 2 – 1       | Moss      |
| Mjøndalen | 3 – 2       | Lisleby   |

## Semifinali
| Squadra 1 | Risultato | Squadra 2 |
| --------- | --------- | --------- |
| Sarpsborg | 1 – 0     | Drafn     |
| Frigg     | 1 - 3     | Mjøndalen |

## Finale
| Arbitro: | Dæhlen |

|                                  |           |               |
| E. Andersen 74’ Hval 116’ (rig.) | Marcatori | 66’ Gundersen |

### Formazioni
| Mjøndalen |  |                  |
|           |  |                  |
|           |  | Sverre Nordby    |
|           |  | Oscar Skjønberg  |
|           |  | Hans Andersen    |
|           |  | Arthur Simensen  |
|           |  | Oddmund Andersen |
|           |  | Bjarne Pettersen |
|           |  | Sigurd Andersen  |
|           |  | Einar Andersen   |
|           |  | Jørgen Hval      |
|           |  | Trygve Halvorsen |
|           |  | Arthur Andersen  |